# Crocus malyi
Crocus malyi là một loài thực vật có hoa trong họ Diên vĩ. Loài này được Vis. miêu tả khoa học đầu tiên năm 1871.